# Hóa đơn bán hàng
Hóa đơn bán hàng là tài liệu chuyển quyền sở hữu hàng hóa từ người này sang người khác. Nó được sử dụng trong các tình huống mà chủ sở hữu cũ vẫn giữ quyền sở hữu hàng hóa. Hóa đơn bán hàng có thể được sử dụng trong nhiều giao dịch khác nhau: mọi người có thể bán hàng hóa của họ, trao đổi chúng, làm quà tặng hoặc thế chấp để nhận khoản vay. Chúng chỉ có thể được sử dụng:
- chuyển quyền sở hữu hàng hóa mà mọi người đã sở hữu;
- chuyển quyền sở hữu hàng hóa hữu hình có thể di chuyển
- bởi các cá nhân và các doanh nghiệp chưa hợp nhất.

Các hóa đơn bán hàng tồn tại theo thông luật khá độc lập với bất kỳ luật nào. Ở Anh và xứ Wales, chúng được quy định bởi hai điều luật Victoria: Đạo luật  về hóa đơn bán hàng năm 1878 và Đạo luật hóa đơn bán hàng sửa đổi 1882. Khu vực này của luật đã được xem xét bởi Ủy ban Pháp luật, được công bố đề xuất thay đổi trong năm 2017.

## Hóa đơn bán hàng tại Hoa Kỳ